# Pałac Oskara Schöna w Sosnowcu
Nowy Pałac Schöna w Sosnowcu, Pałac Oskara Schöna – jedna z dwóch rezydencji rodu Schönów, zlokalizowana w dzielnicy Dębowa Góra. Pałac powstawał we włączonej później do miasta osadzie Kuźnica, położonej pomiędzy wsiami Ostra Górka i Sielec, na lewym brzegu Czarnej Przemszy.

## Historia
Wzniesiony w latach 1900–1903 w stylu eklektycznym, na zlecenie Oskara Schöna. Budowla została zbudowana na działce, kupionej w 1885 r. przez rodzinę Schönów, od hrabiego Mortimer-Tschirschky'ego, nad rzeką Czarną Przemszą. Pierwotny właściciel zginął podczas rewolucji w 1905 r. W pałacu zamieszkali Franz i Emma Schön.
W czasie I powstania śląskiego, w 1919 r. w budynku pałacu była siedziba dowództwa powstania z   siedzibą dowództwa obrony plebiscytu, przygotowującego III powstanie śląskie w 1921 r. 
Pożar przędzalni w 1907 oraz I wojna światowa przyczyniły się do pogorszenia sytuacji finansowej rodziny, przez co pałac został wydzierżawiony na potrzeby sądu. W 1923 r. budowla  została zaadaptowana na potrzeby sądu, W okresie okupacji niemieckiej, mieścił się w nim Deutsches Haus. Od 1945 r. pełni ponownie funkcję siedziby sądu.

## Architektura
Nad eklektycznym budynkiem pałacu, góruje charakterystyczna neogotycka wieża w stylu gotyku angielskiego. Także większość bryły budynku posiada cechy neogotyckie, ale w stylistyce można dostrzec także elementy stylu: neoromańskiego, neorenesansowego, neobarokowego i secesyjnego. Pałac w swej części północno - wschodniej posiadał przeszkloną oranżerię. W trakcie remontów i adaptacji pałacu na potrzeby sądownictwa oranżeria została przykryta dachem i przerobioną na pomieszczenia biurowe. 
Wnętrze pałacu charakteryzuje bogactwo elementów zdobniczych, typowych dla epoki. Centralną częścią wnętrza pałacu jest hall i okazała klatka schodowa prowadząca na I piętro. Najwspanialej prezentuje się  dwukondygnacyjna sala balowa z wystrojem wnętrza stylowo opierającym się na wzorach z połowy XVIII wieku. Romantyczności wnętrz rezydencji Schönów miały dodawać ukryte w ścianach kręte schody i tajemne przejścia.
Początkowo, od południa i wschodu otoczony był rozległym ogrodem parkowym ze skałami. Po przebudowie centrum, po II wojnie światowej, ogród pozostał w szczątkowej formie. Jest to teren zielony przyległy do brzegów Czarnej Przemszy.
Wpisany wraz z otaczającym go ogrodem do wojewódzkiego rejestru zabytków pod nr rej. 1370/88 z 10.02.1988 r.

## Galeria

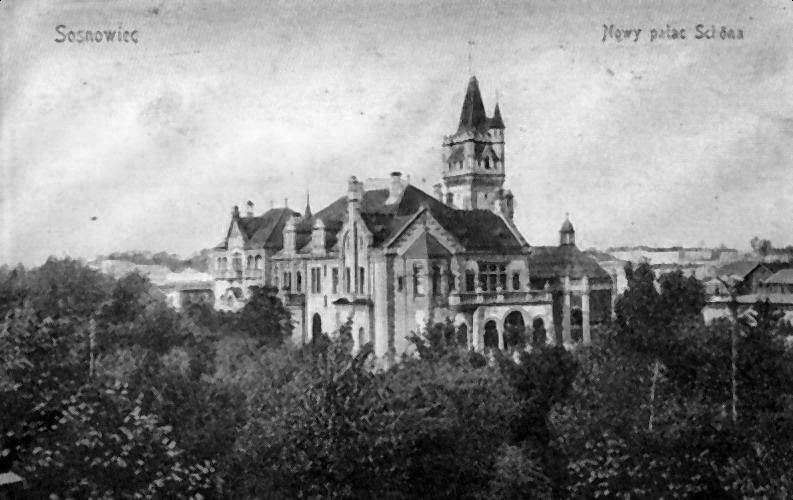
Pałac na starej pocztówce
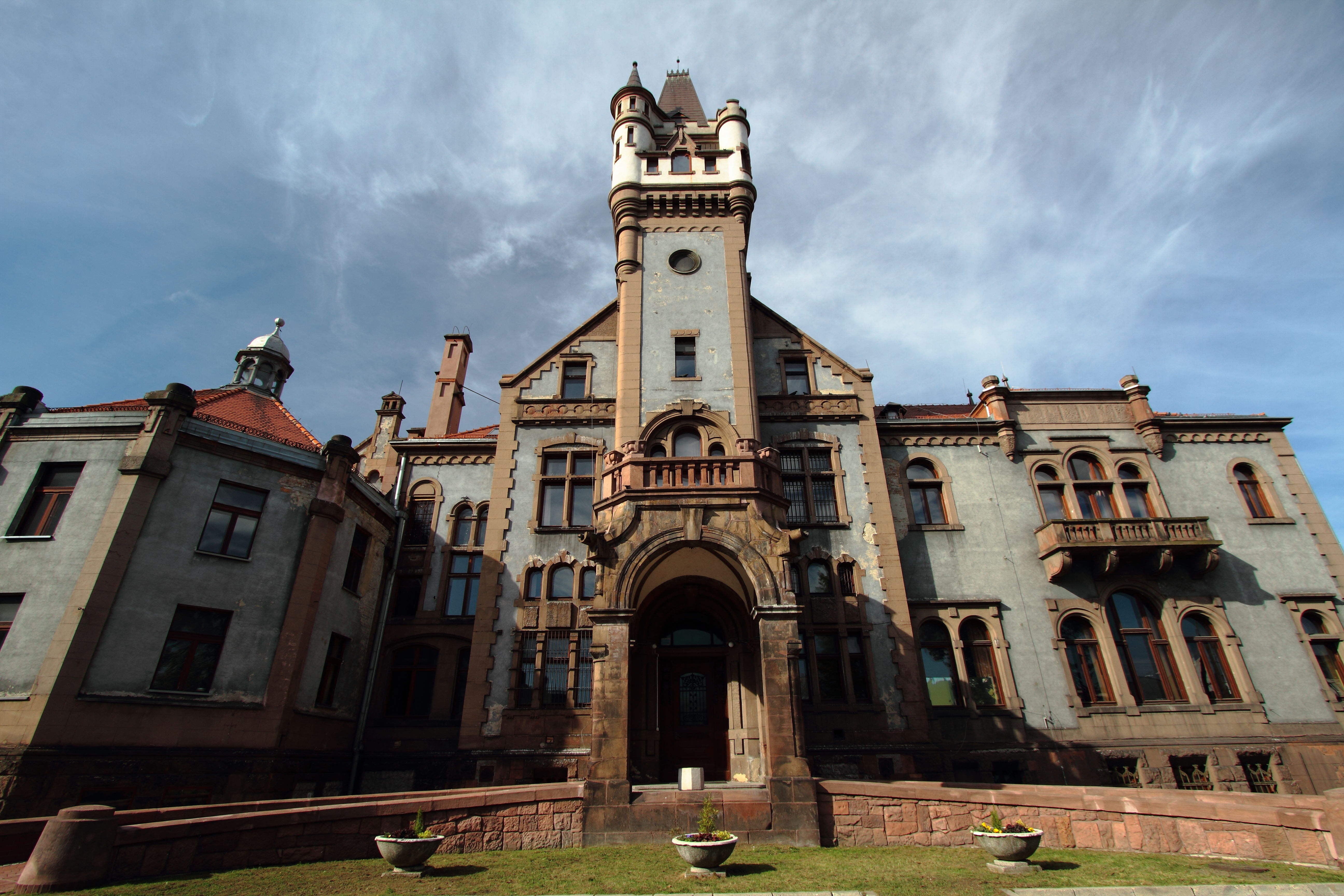
Pałac od strony wschodniej
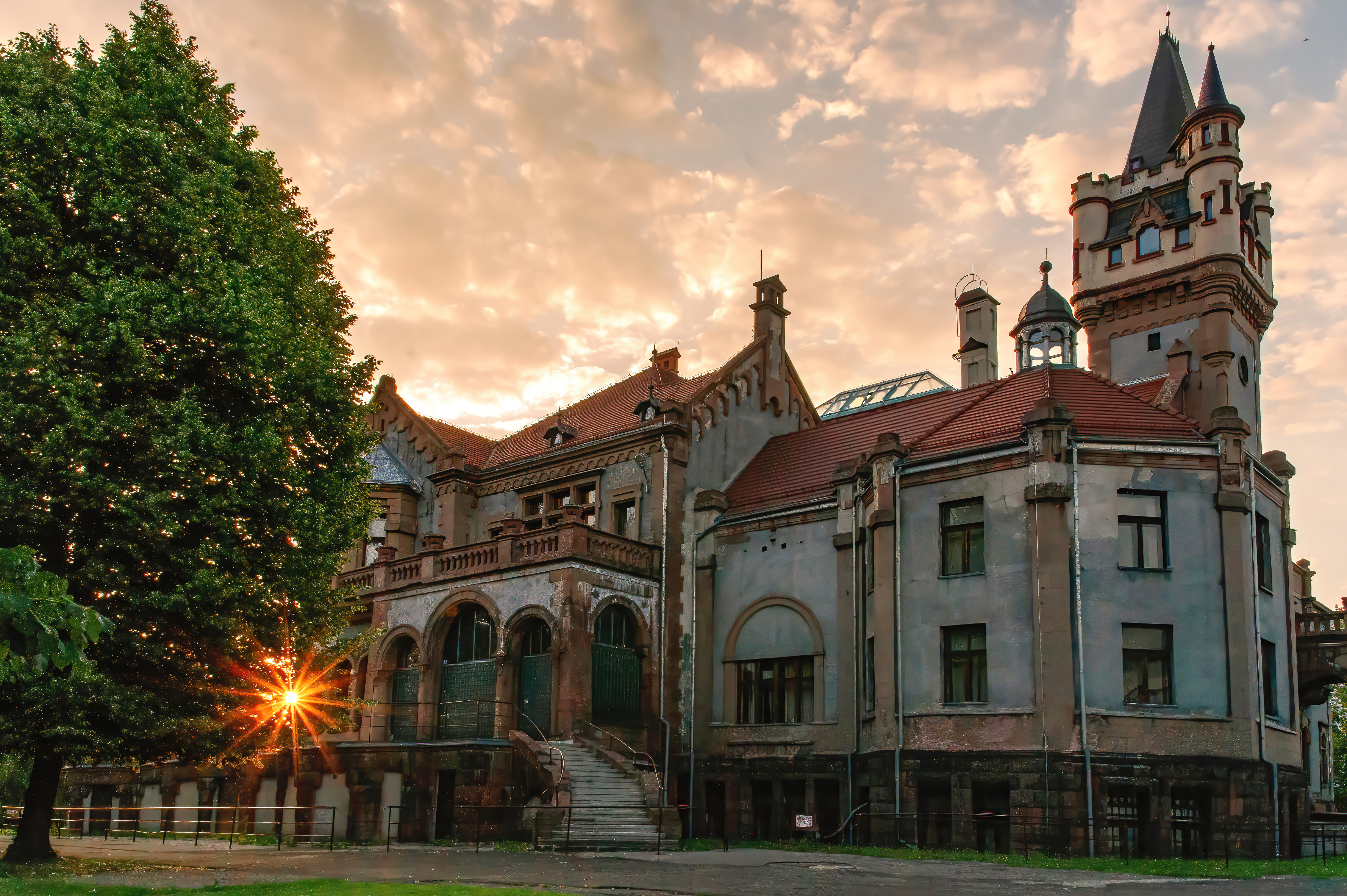
Pałac od południa
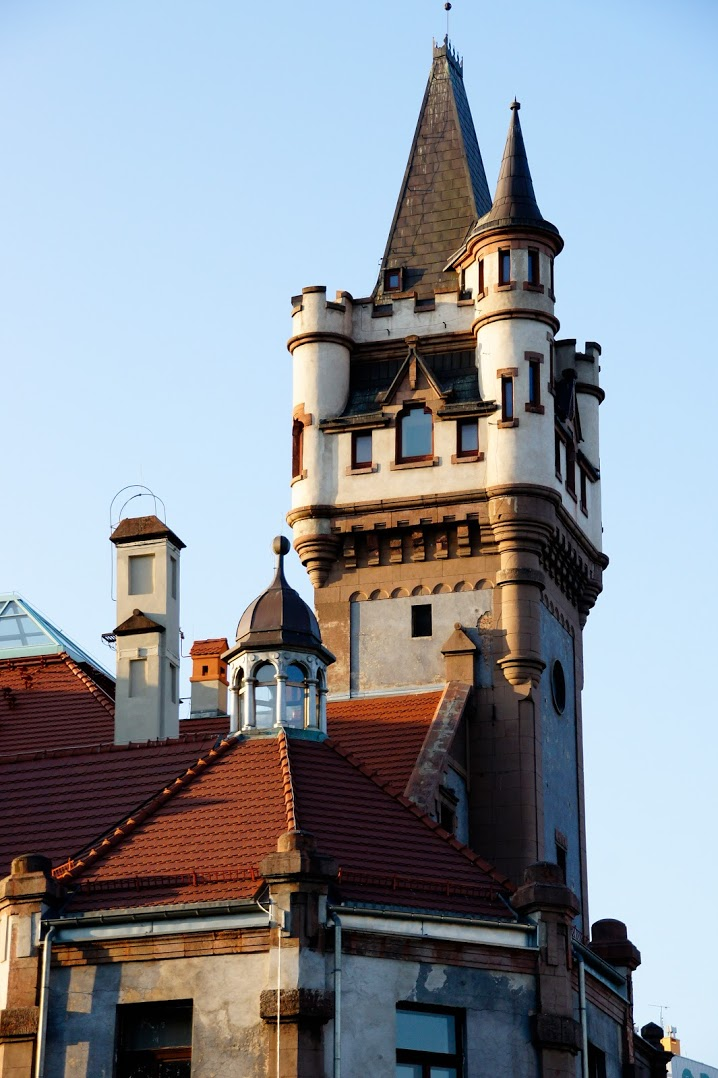
Wieża pałacowa
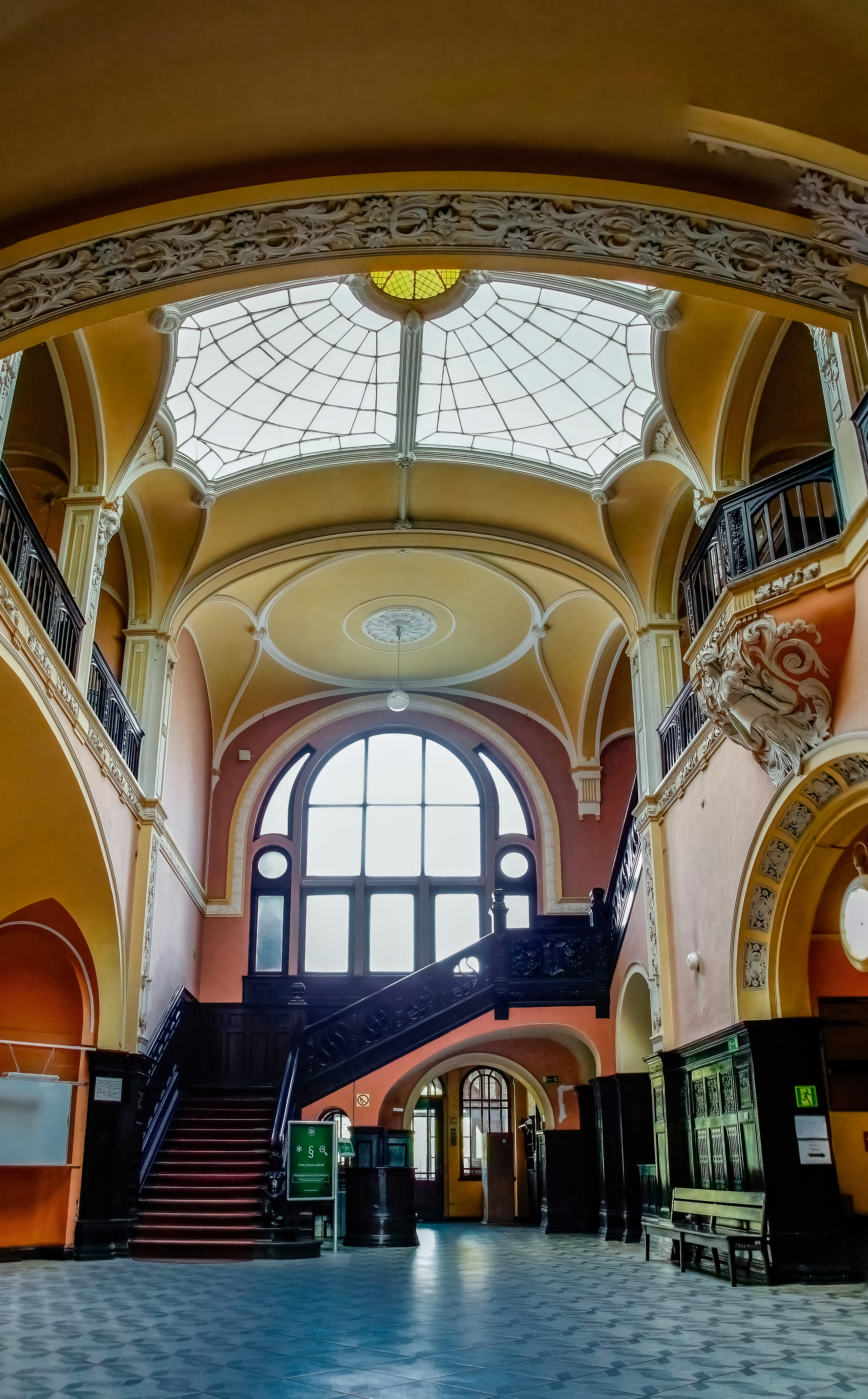
Wnętrze
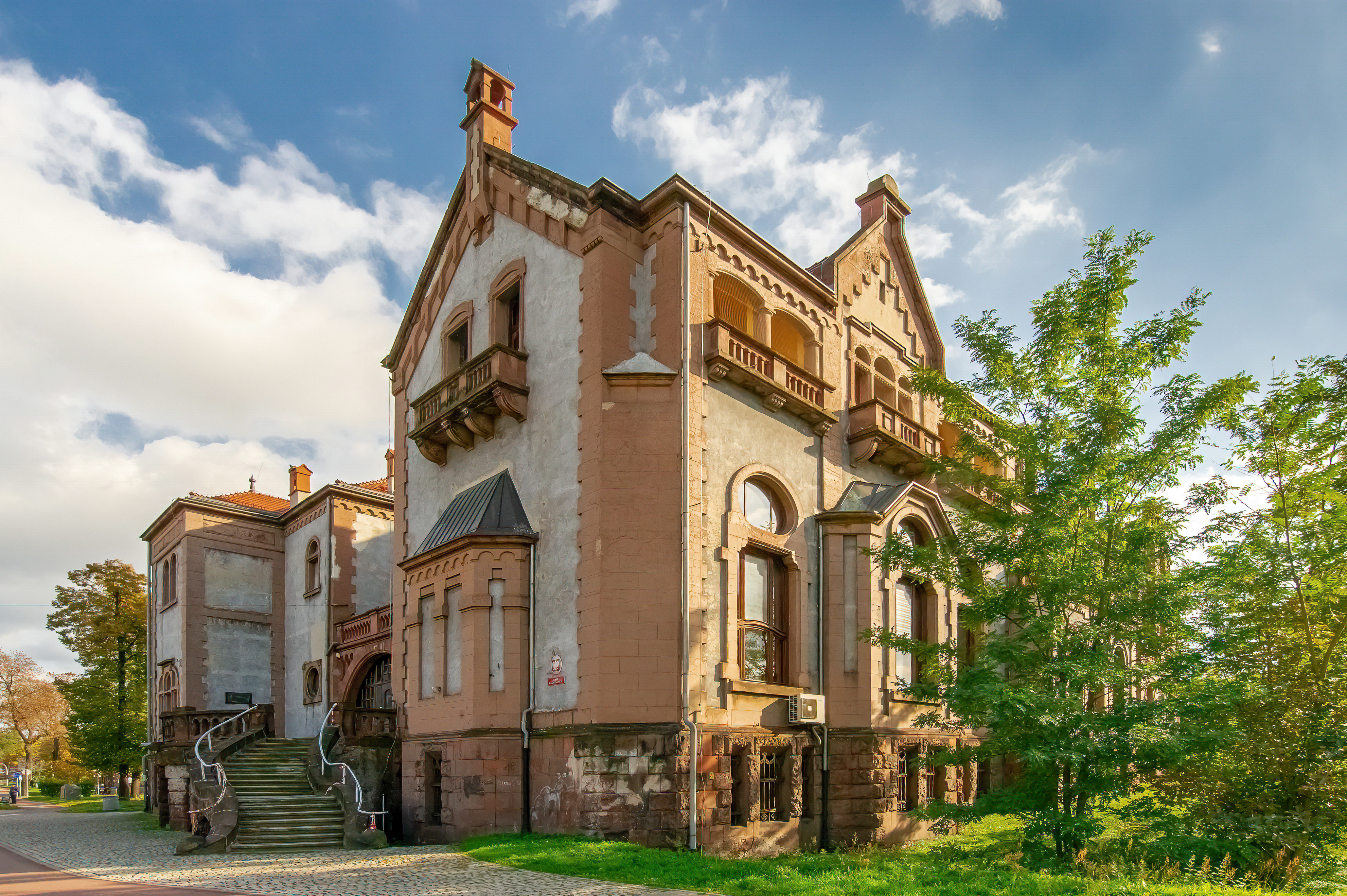
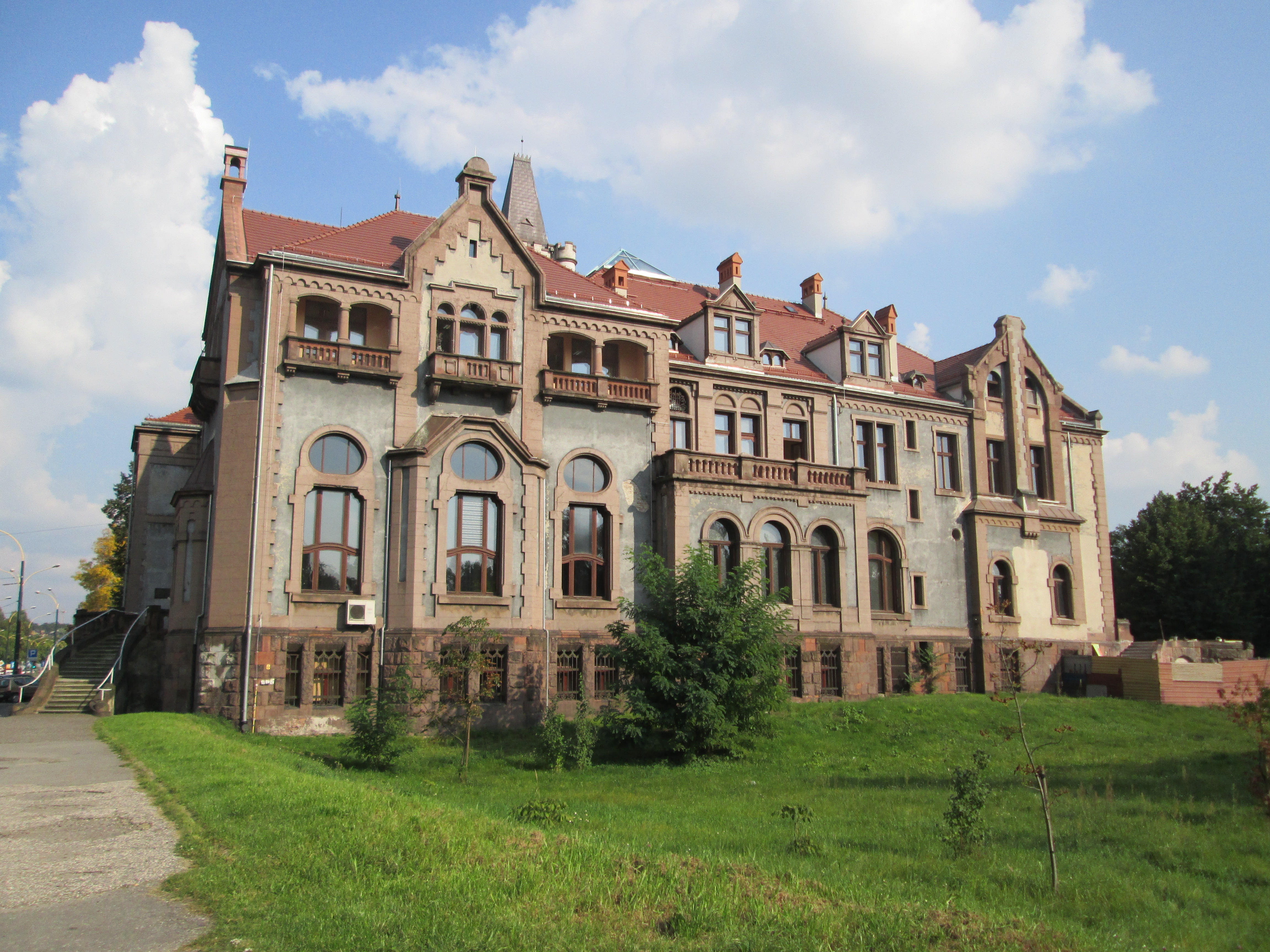